# Década de 2210 a.C.

## Eventos
- 2218 a.C. - Narã-Sim sucedido, como rei da Acádia, por Sarcalisarri.[1]